# Das Quadrat
Das Quadrat oder das Viereck ist eine einfache Patience, die mit einem französischen Blatt von 32 Karten oder 52 Karten gespielt wird. Zudecken ist ein sehr ähnliches Patiencespiel mit leicht veränderten Regeln.

## Spielregeln und Varianten

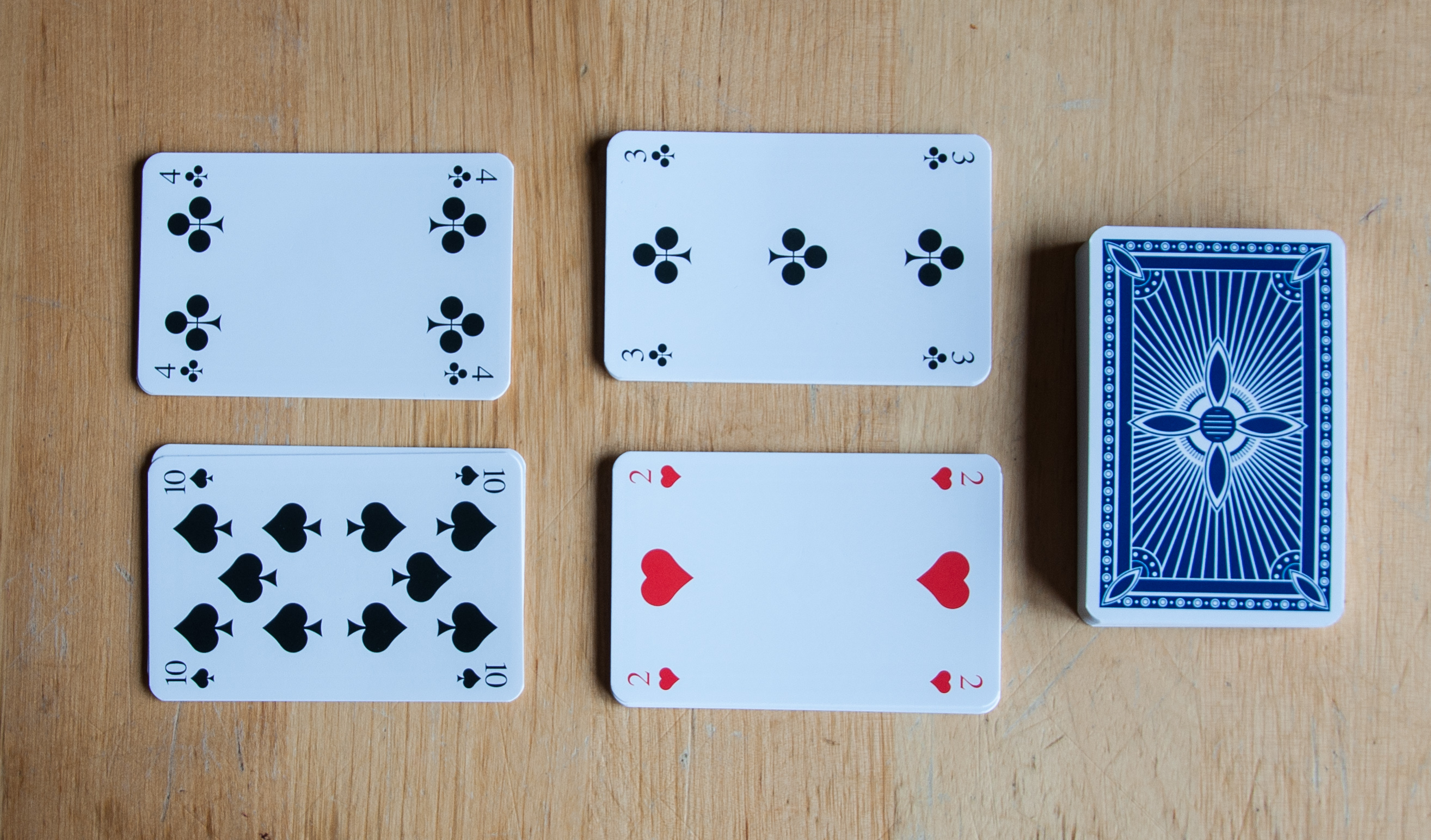
Kartenbild im Spiel: Die beiden oberen Karten entsprechen sich in der Kartenfarbe Kreuz und können abgedeckt oder entfernt werden.

Wie die meisten Patiencen ist auch das Quadrat ein Kartenspiel für eine einzelne Person. Die Spielkarten, wahlweise ein Skatblatt mit 32 oder ein einfaches Romméblatt mit 52 Karten, werden gemischt und verdeckt als Stapel (Talon) vor dem Spieler platziert. Die obersten vier Karten werden aufgenommen und offen in Form eines Vierecks platziert. Tauchen dabei zwei Karten der gleichen Farbe (Kreuz , Pik , Herz  oder Karo ) auf, werden diese beiden Karten zur Seite gelegt und in die entstehenden Lücken werden neue Karten vom Talon ausgelegt. Alternativ können die Paare auch mit neuen Karten bedeckt werden. Tauchen drei Karten der gleichen Farbe auf, werden immer nur zwei entfernt, die dritte Karte bleibt liegen.
Die Variante Zudecken wird generell mit 52 Karten gespielt. Hier werden die Karten nebeneinander platziert, und sobald Karten gleicher Farbe oder gleicher Werte, wie etwa Buben, oder Karten mit gleichem Zahlwert erscheinen, können sie mit neuen Karten zugedeckt werden. Dabei können auch drei oder alle vier Karten verdeckt werden, wenn sie mit anderen offenen Karten in Farbe oder Wert übereinstimmen.

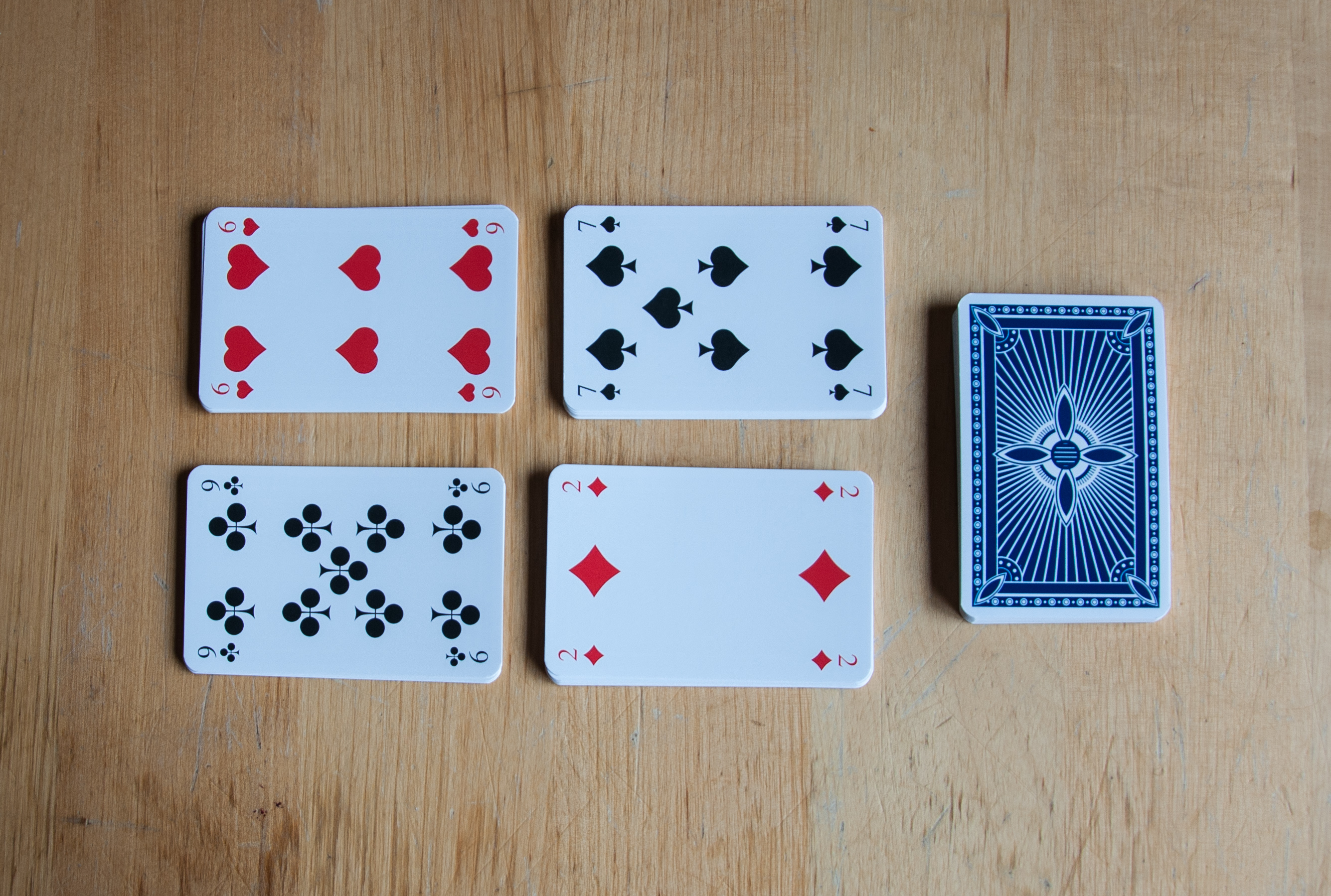
Spielende: Es entsprechen sich keine zwei Karten in der Kartenfarbe, die Patience geht nicht auf.

Das Spiel endet, wenn von jeder Farbe nur jeweils eine Karte vor dem Spieler liegt und entsprechend keine Paare mehr gebildet werden können. In diesem Fall gerät das Spiel ins Stocken und die Patience ist nicht aufgegangen. Die Patience geht auf, wenn der Talon vollständig aufgebraucht wird und am Ende alle Karten abgeräumt sind.

## Belege
1. 1 2 3  Robert E. Lembke: Das große Haus- und Familienbuch der Spiele. Lingen Verlag, Köln o. J.; S. 193.
2. 1 2 3 4  Irmgard Wolter-Rosendorf: Patiencen in Wort und Bild. Falken-Verlag, 1994; S. 9. ISBN 3-8068-2003-1.
3. 1 2  Erhard Gorys: Das Buch der Spiele. Manfred Pawlak Verlagsgesellschaft, Herrsching o. J.; S. 121.